# Emanuel-Gabriel Botnariu
Emanuel-Gabriel Botnariu (n. 12 februarie 1968) este un senator român, ales în 2016. În cadrul activității sale parlamentare, Emanuel-Gabriel Botnariu este membru în grupurile parlamentare de prietenie cu Regatul Unit al Marii Britanii și Irlandei de Nord, Australia și Albania.  